# Alicia Martínez (folclorista)
Marta Alicia Martínez  (Tartagal, Provincia de Salta, Argentina, mayo de 1952- † Buenos Aires, Argentina, 30 de julio de 1975) fue una cantante de folklore argentino. Presentó conciertos como solista en Brasil, Paraguay, Uruguay, Bolivia y Argentina. Una plazoleta del Bº Roberto Romero de Tartagal lleva su nombre. Se suicidó el 30 de julio de 1975.